# Regionaal Landschap Schelde-Durme
Regionaal Landschap Schelde-Durme is een van de zestien Regionale Landschappen die in Vlaanderen actief zijn. Het situeert zich in het oosten van de provincie Oost-Vlaanderen gelegen langs de rivieren Schelde en Durme. Regionaal Landschap Schelde-Durme is actief in 2 provincies: Oost-Vlaanderen en Antwerpen.

## Regionaal Landschap
Vlaanderen telt 16 Regionale Landschappen. Elk Regionaal Landschap heeft een uitgesproken eigen identiteit en typerend landschap. In samenwerking met lokale overheden en tal van partners zetten ze zich in voor landschap, natuur en erfgoed in een specifieke regio. Typerend voor de regio is de getijdennatuur. Je trekt er namelijk 2 rivieren aan waarlangs 'slikken en schorren' zich ontwikkelen: de Schelde en de Durme. Slikken en schorren zijn erg zeldzame ecosystemen, verbonden aan de getijden. In deze getijdenzones vind je getijdenmoerassen (zoetwaterschorren) terug met ruige plantengemeenschappen. Een ander typerend kenmerk voor deze regio zijn kleine landschapselementen (KLE'S) zoals knotbomen, poelen, hoogstamboomgaarden en sloten. Er zijn 24 gemeenten uit de provincies Oost-Vlaanderen en Antwerpen bij aangesloten: Aalst, Berlare, Beveren, Bornem, Buggenhout, Dendermonde, Destelbergen, Hamme, Kruibeke, Laarne, Lebbeke, Lede, Lokeren, Melle, Puurs-Sint-Amands, Sint-Gillis-Waas, Sint-Niklaas, Stekene, Temse, Waasmunster, Wetteren, Wichelen, Zele en Zwijndrecht.

## Advies
RLSD stimuleert samenwerking tussen lokale overheden, verenigingen en particulieren binnen concrete projecten. Binnen die projecten wordt hard gewerkt rond thema's landschap, natuur, klimaat, educatie en trage wegen. Daarnaast heeft RLSD 5 loketten waarbij iedereen vrijblijvend advies kan vragen rond deze thema's: het Landschapsloket, Natuurloket, Loket Onderhoud Buitengebied, Intergemeentelijke Onroerend Erfgoeddienst  'IOED Schelde-Durme' en Trage wegenloket.